# Maria Teresa Chiramel Mankidiyan
Maria Teresa Chiramel Mankidiyan (mal. മരിയ തെരേസ ചാർമൽ മാൻസിഡിയൻ; ur. 26 kwietnia 1876 w Puthenchira w Kerala, zm. 8 czerwca 1926 w Kuzhikkattussery w Kerala) – indyjska zakonnica katolicka obrządku syromalabarskiego, założycielka Zgromadzenia Świętej Rodziny, święta Kościoła katolickiego.

## Życiorys
Urodziła się 26 kwietnia 1876 w miejscowości Puthenchira w stanie Kerala w Indiach w zamożnej rodzinie katolickiej – kościół Syromalabarskiego. Była trzecim z pięciorga dzieci. Na chrzcie św. otrzymała imię Teresa ku czci św. Teresy z Ávili. W wieku 10 lat poświęciła się całkowicie Jezusowi składając ślub czystości. Kiedy miała 12 lat, zmarła jej matka. Przestała wówczas chodzić do szkoły. Pociągało ją życie ukryte, wypełnione modlitwą. W 1891 uciekła z domu, by prowadzić życie pustelnicze i oddawać się praktykom pokutnym. Po powrocie do rodzinnej wioski wraz z kilkoma przyjaciółkami pomagała ubogim i chorym. Pielęgnowała trędowatych i chorych na ospę. Z wielką troską dbała o wystrój miejscowego kościoła parafialnego.
Od 1904 roku gdy ukazała się jej Matka Boża, zaczęła używać imienia Maria. Wcześnie otrzymała dary przeżyć mistycznych i stygmatów, które ukrywała. Życie jej nie było wolne od ciężkich pokus. Spotkały ją również przykrości i upokorzenia ze strony władz kościelnych. Otrzymała m.in. zakaz codziennego przyjmowania komunii świętej i wielokrotnie była poddawana egzorcyzmom.
Idąc za radą miejscowego biskupa Johna Menachery’ego, postanowiła wstąpić do zakonu karmelitanek bosych. Czuła jednak, że jej droga jest inna. Po dwumiesięcznym pobycie w Karmelu zamieszkała w domu modlitwy, który biskup pozwolił jej założyć. Wraz z trzema towarzyszkami prowadziła życie wypełnione medytacją i pokutą. Ta niezwykła wspólnota łączyła życie kontemplacyjne z posługą charytatywną. W ten sposób powstało Zgromadzenie Świętej Rodziny, zatwierdzone kanonicznie 14 maja 1914. Jego przełożoną generalną została Maria Teresa, a funkcję kapelana objął jej kierownik duchowy o. Joseph Vithayathil, uważany również za współzałożyciela zgromadzenia.
Jako mistrzyni nowicjatu, Maria Teresa osobiście czuwała nad formacją sióstr w duchu pierwotnego charyzmatu. Zgromadzenie opiekowało się chorymi i umierającymi, odwiedzało ubogie rodziny, zajmowało się także wychowaniem dziewcząt w zakładanych przez siebie szkołach i sierocińcach.
Radykalizm ewangeliczny św. Marii Teresy, jej heroiczną posługę bliźnim, posłuszeństwo władzy kościelnej i „świadectwo pokornej miłości bez granic” porównuje się dziś często do życia i działalności Matki Teresy z Kalkuty. Przez całe życie wiele cierpiała duchowo i fizycznie oraz podobnie jak ona drobna i niepozorna, promieniowała wielką energią duchową, którą czerpała z intensywnego życia modlitwy i całkowitego zawierzenia Opatrzności Bożej.
Zmarła w opinii świętości 8 czerwca 1926 w Kuzhikkattussery w stanie Kerala. Założone przez nią zgromadzenie liczyło wtedy 55 sióstr. Dzisiaj należy do niego ponad 1 600 sióstr posługujących najuboższym nie tylko w Indiach, ale także we Włoszech, w Niemczech i Ghanie.

## Procesy wyniesienia na ołtarze
Została beatyfikowana 9 kwietnia 2000 w Rzymie przez papieża Jana Pawła II.
12 lutego 2019 papież Franciszek podpisał dekret uznający cud kanonizacyjny za wstawiennictwem bł. Marii Teresy, co otwiera drogę do jej kanonizacji i data jej wyniesienia zostanie ogłoszona na konsystorzu. Odbył się on 1 lipca 2019, podczas którego data jej kanonizacji została wyznaczona na 13 października. Tego dnia na Placu św. Piotra papież Franciszek ogłosił, że bł. Maria Teresa Chiramel Mankidiyan i 4 innych błogosławionych są oficjalnie świętymi.
Wspomnienie liturgiczne obchodzone jest 8 czerwca.